# Creepie
Creepie ist eine Zeichentrickserie der Mike Young Productions von 2006, die auf dem Kinderfernsehsender Nickelodeon ausgestrahlt wurde. Eine Folge dauert 22 Minuten und besteht aus zwei Geschichten.
In der Serie geht es vor allem um das Gruftie-Mädchen Creepie (Creepela), die als Baby vor dem unheimlichen Haus Dweezwold Mansion ausgesetzt wurde und von Insekten adoptiert wird. Nun besucht sie die Middlington Mittelschule. Dabei muss sie aufpassen, dass niemand hinter ihr Geheimnis kommt.

## Figuren

### Creepie
Creepie ist ein typischer Gruftie, die auf unheimliche Sachen steht und oft nur gelangweilt wirkt. Ihr Lieblingsspruch ist „Echt insektoid“. Sie hat Angst vor Clowns. Dank ihrer Pflegefamilie kann sie die Sprache der Wirbellosen verstehen.

### Budge
Er ist Creepies bester Freund und der einzige, der ihr Geheimnis kennt.

### Chris-Alice
Chris-Alice ist Creepies Nachbarin. Sie ist Klassensprecherin, Kapitän der Cheerleader-Mannschaft und hilft bei wohltätigen Veranstaltungen mit. Creepie kann ihren Vater nicht leiden, weil dieser der örtliche Kammerjäger ist.

### Carla und Melanie
Sie sind beide beliebt und ebenfalls Mitglieder der Cheerleader. Carla trägt schwarze Zöpfe und Melanie ist blond. Obwohl sie vor Creepie gerne etwas angeben, sind sie eigentlich ganz in Ordnung.

### Vinnie
Dieser Moskito ist Creepies Ziehvater. Von der Kleidung her erinnert er etwas an Graf Dracula.

### Caroleena
Diese Gottesanbeterin ist Creepies Ziehmutter. Sie droht ihren Familienmitgliedern oft als Strafe, sie zu fressen. Vom Aussehen her erinnert sie etwas an Morticia von der Addams Family.

### Pauly
Pauly, die Assel ist ein Stiefbruder Creepies und extrem verfressen. Er ist noch dazu ziemlich übermütig, was ihn oft in Schwierigkeiten bringt.

### Gnat
Gnat ist eine Mücke und fliegt auch oft in Creepies Schule herum. Er ist widerwärtig und lästig, dennoch hilft Creepie ihm oft, wenn er wieder einmal in einem Fliegenpapier hängenbleibt.

### Miss Monserate
Sie ist die Schuldirektorin und findet Creepies Verhalten seltsam und beobachtet sie oft. Im Grunde meint sie es aber doch nur gut mit ihr.

## Synchronisation
| Rolle          | Deutscher Synchronsprecher | Englischer Synchronsprecher |
| -------------- | -------------------------- | --------------------------- |
| Creepie        | Rubina Kuraoka             | Athena Karkanis             |
| Budge          | Michael Wiesner            | Richard Yearwood            |
| Chris-Alice    | Jill Böttcher              | Leah Cudmore                |
| Vinnie         | Gerald Schaale             | Dwayne Hill                 |
| Caroleena      | Sabine Winterfeldt         | Julie Lemieux               |
| Gnat           | Sebastian Schulz           | Stevie Vallance             |
| Pauly          | Claudio Maniscalco         | David Berni                 |
| Carla          | Marie-Luise Schramm        | Stephanie Anne Mills        |
| Melanie        | Julia Meynen               | Athena Karkanis             |
| Miss Monserate | Luise Lunow                | Julie Lemieux               |

## Trivia
- Am Ende jeder Episode erklärt Creepie etwas Wissenswertes über den Wirbellosen, um den es in der eben gezeigten Geschichte ging.